# Haratin
Los Haratin ( árabe : حراطين , romanizado :  Ḥarāṭīn , singular Ḥarṭānī ), también escritos Haratine o Harratin, son un grupo étnico que se encuentra en el Sahel occidental y el suroeste del Magreb. Los Haratin se encuentran principalmente en la Mauritania moderna (donde forman una pluralidad), Marruecos, el Sahara Occidental y Argelia. En Túnez y Libia, se les conoce como Shwashin (Chouachin, Chouachine; singular: Shwashin, Chouchan).
Los haratin hablan dialectos árabes magrebíes, así como varias lenguas bereberes. Se les ha caracterizado tradicionalmente como descendientes de antiguos esclavos subsaharianos.
Forman el grupo etnolingüístico definido más grande de Mauritania, donde representan el 40% de la población (1,5 millones).  En algunas partes del Magreb, a veces se les denomina una "clase socialmente distinta de trabajadores".
Los haratin han estado, y todavía están, aislados socialmente en algunos países magrebíes, viviendo en guetos segregados, exclusivos para ellos. Se les suele percibir como un grupo endogámico de antiguos esclavos o descendientes de esclavos. Se convirtieron al Islam bajo el dominio árabe y bereber y fueron reclutados a la fuerza en el ejército marroquí por Ismail Ibn Sharif (sultán de Marruecos de 1672 a 1727) para consolidar el poder.
Tradicionalmente, muchos haratin han tenido ocupaciones en la agricultura: como siervos, pastores y trabajadores contratados.

## Etimología

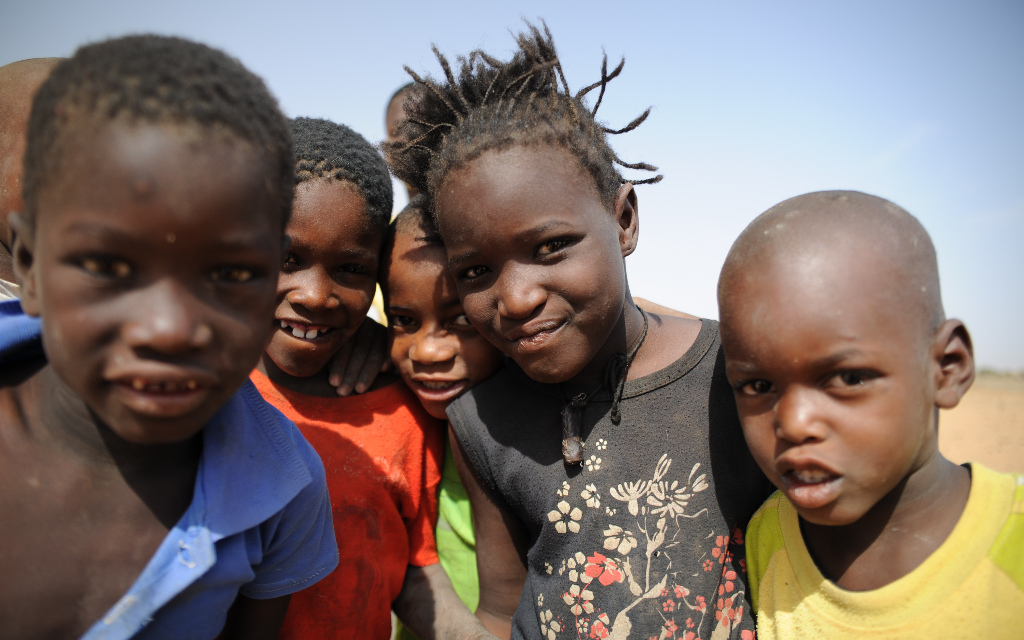
Niños Haratin en Mauritania.

El término "haratin" tiene un origen incierto. Se ha intentado relacionarlo tanto con una raíz árabe que significaría "cultivador" como con una bereber con el significado de "negro". Podría ser una versión arabizada del término bereber ahardan 'color oscuro'.
El origen africano negro de los haratines ('Black Moors', en inglés) está fuera de toda duda. Sin embargo, su idioma, cultura e identidad son árabes, producto de siglos de esclavitud a los maestros de Baidan. Los baidan ('White Moors') son los descendientes de bereberes y árabes y de grupos africanos negros del Sáhara. Los baidan y los haritin pueden tener apariencias distintas, pero ambos hablan dialectos de hassaniyya relacionados con el árabe beduino.
La comunidad de esclavos se divide en tres niveles: el sujeto total, el esclavo parcial y el verdadero haratin. Los haratin están relacionados con los africanos subsaharianos actuales, pero son distintos. Hablan dialectos árabes magrebíes, así como varios idiomas bereberes.
Los haratin habitan en los oasis del desierto del Sáhara, especialmente en el Magreb, y están concretamente en Mauritania, Marruecos y el Sáhara Occidental. Tienen herencia del África subsahariana, y constituyen un grupo distinto de trabajadores en gran medida estables. El 40% de la población total de Mauritania, son el grupo étnico más grande del país. Se trata de una clase socialmente distinguida de trabajadores o una clase que surgió del legado de la esclavitud en África bajo el dominio bereber y morisco.
Oficialmente, los haratin son moros negros descendientes de esclavos o ex esclavos. Aunque la esclavitud fuese formalmente abolida en Mauritania en 1960 y nuevamente en 1981, muchos haratin siguen subordinados a sus antiguos amos. Los funcionarios mauritanos han argumentado que tales relaciones existen solo con el acuerdo total de los haratin, pero los observadores de las Naciones Unidas y grupos internacionales de derechos humanos, así como grupos mauritanos, como "El-Hor" y "Forces de Liberation Africaine de Mauritanie (FLAM)" afirman que persiste la esclavitud de algunos haratin en la Mauritania actual. Además, argumentan que el gobierno, ansioso por "arabizar" a la población, ha negado sistemáticamente a la raza haratina negra los avances económicos y sociales.

## Antecedentes históricos

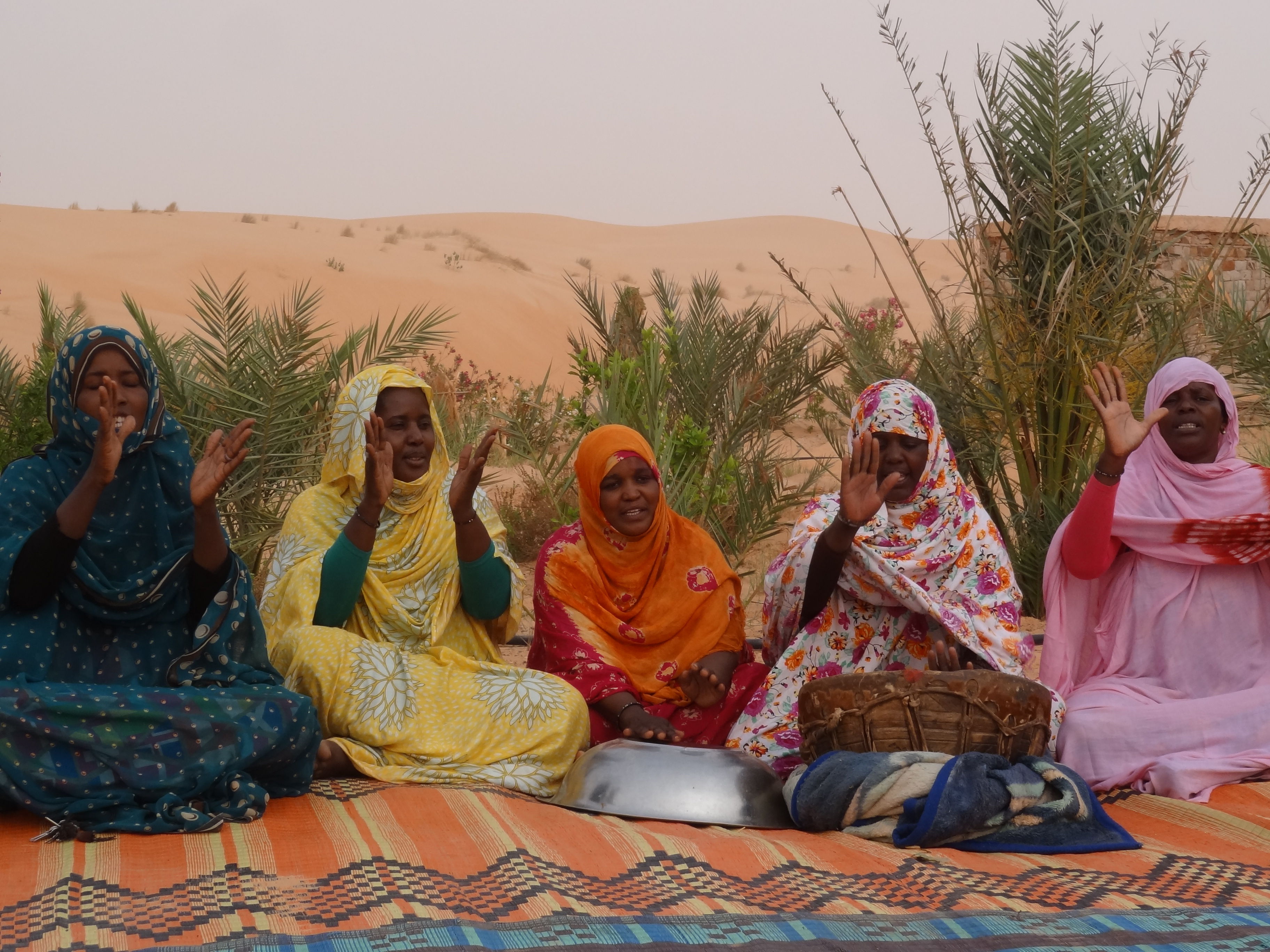
Mujeres Haratin en Mauritania.

Se estima que sus orígenes se remontan a los habitantes africanos negros (así como mestizos más tarde), y de los sitios de las montañas Tassili n'Ajjer, y Acacus en la era epipaleolítica. En la era neolítica, cuando el clima se humedeció, los antepasados de los haratin eran en su mayoría cazadores y pastores de bueyes. Al final del segundo milenio antes de la era común, con la introducción del caballo, los protobereberes del noreste de África comenzaron a conquistar la parte occidental del Sáhara y desplazaron en gran medida a los pueblos anteriores. Cuando el Sáhara se secó, algunos nativos se trasladaron al Sahel en busca de un clima más húmedo, mientras que otros (los antepasados de los haratin) se quedaron alrededor de los oasis en todo el Sáhara, como la región del valle del Draa, donde han vivido durante siglos.
Los haratin forman un grupo étnico distinto de los árabes como las poblaciones tuareg, así como de los grupos étnicos contemporáneos del África subsahariana. Sin embargo, en países como Marruecos, a veces se clasifican como bereberes o árabes, según su idioma y la sociedad en la que se encuentren. En Mauritania, sin embargo, donde hay casi 1,5 millones de haratin, han desarrollado una identidad étnica separada.
Durante la ocupación romana de Mauritania, la tribu bereber Godala huyó hacia el sur (concretamente, hacia el Oasis de Draa), donde esclavizó a la población haratina local. Históricamente, han heredado su condición de esclavos y su ocupación familiar, siendo endogámicos y estando socialmente segregados. Algunas comunidades diferenciaban dos tipos de esclavos: el 'abid' (esclavo) y el 'haratin' (esclavo liberado). 
Sin embargo, según el antropólogo John Shoup, ni 'los abid ni los haratines eran libres de poseer tierras o tener derechos de propiedad equivalentes. Independientemente de si eran técnicamente libres o no, eran tratados como socialmente inferiores en las comunidades en las que vivían, al negarles el derecho, y la capacidad de poseer cualquier tierra. Históricamente, sobrevivieron aceptando una relación patrón-cliente siervo, bien como sirvientes domésticos, bien como mano de obra en aparcería (khammasin).
Se convirtieron en objetivo común del reclutamiento obligatorio del gobernante marroquí Ismail Ibn Sharif mientras buscaba formar un ejército sin ningún vínculo social o cultural con ningún otro grupo árabe o bereber del Magreb. Reclutó a la mayoría de los varones haratines y 'abid sanos que estaban presentes en Marruecos en ese momento. El ejército fue entonces comúnmente coaccionado a una serie de guerras para consolidar el poder de Ibn Sharif.
En el siglo XVII, fueron reclutados por la fuerza en el Abid al-Bukhari, el ejército de élite del gobernante marroquí Ismail. En los tiempos modernos son, en efecto siervos atados a la tierra, ya no esclavos, como se presume originalmente, pero sin los privilegios de la gente libre. Muchos haratin trabajan en los palmerales o en el sur como pastores; los que pueden emigrar al norte a menudo se emplean en trabajos de baja categoría vinculados al suelo.
La mayoría de los haratin descienden de los pueblos bambara, fulani, soninké y wolof que alguna vez habitaron el Sáhara Occidental. Muchos de estos grupos huyeron al sur hacia el valle del río Senegal cuando llegaron inmigrantes bereberes durante el siglo III. Los que quedaron fueron esclavizados por los bereberes y, siglos después, por los moros. Bajo los moros, los haratin finalmente adoptaron el islam, una identidad árabe y el idioma árabe “hassaniya”. Muchos de los esclavos habían sido liberados antes de que la región quedara bajo dominio colonial francés a principios del siglo XX.
Algunos obtuvieron su libertad bajo la ley religiosa islámica, que ordena que los amos liberen a sus esclavos después de cinco generaciones. Otros lo ganaron a través del matrimonio o huyendo. Aquellos que permanecieron esclavizados obtuvieron su libertad, al menos técnicamente, bajo la Constitución de 1960.

## Mauritania
Los haratin forman uno de los grupos étnicos más grandes de Mauritania, donde representan hasta el 40 % de la población del país. A veces se les llama "moros negros", en contraste con los bidan o "moros blancos". Los haratin son principalmente árabes hassaniya.
Los moros constituyen casi las tres cuartas partes de la población. Aproximadamente un tercio de la población del país se identifica como “bidan” (traducido literalmente como "blanco"; "moros blancos"), lo que indica ascendencia árabe y “amazigh” (bereber). El resto de la población morisca tiene orígenes afrosudaneses y se conoce colectivamente como haratin (a veces se les llama "moros negros" en el mundo exterior). Los haratin hablan el mismo idioma que los bidan, y en el pasado eran parte de la economía nómada. Sirvieron como ayudantes domésticos y trabajadores para los campamentos nómadas; y, aunque algunos permanecen allí, fueron los primeros en partir hacia los asentamientos urbanos con el colapso de la economía nómada en la década de 1980. Si bien existe una correlación general basada en el color de la piel, que determina el estatus, es un linaje creíble que puede documentar orígenes nobles. Por lo tanto, uno podría encontrar un "blanco" negro, y algunos “haratin” podrían pasar por “bidan” si se desconoce su nombre o linaje.
Los haratin de Mauritania, según el antropólogo Joseph Hellweg, que se especializa en estudios de África Occidental, fueron históricamente parte de una jerarquía social similar a una casta que probablemente se desarrolló a partir de un legado beduino entre los siglos XIV y XVI. El "Hassan" monopolizó las ocupaciones relacionadas con la guerra y la política, el "Zwaya" (Zawaya) los roles religiosos, los "Bidan" (Moros Blancos) poseían propiedades, y tenían esclavos (haratin), Moros Negros). Cada una de ellas eran castas inamovibles, endogámicas, con ocupaciones hereditarias y donde los estratos superiores cobraban tributos (horma) a los estratos inferiores de la sociedad mauritana. Los consideraban socialmente inferiores, y les negaban el derecho a poseer tierras o armas, creando así una sociedad de castas y un sistema económicamente cerrado.
En la sociedad morisca, los nobles constaban de dos tipos de linajes: arabs o guerreros, descendientes de los Banū Ḥassān y conocidos como Ḥassānīs; y murābiṭ o morabitos, conocidos en su propio idioma como zawāyā, que también es el nombre de un lugar religioso, quienes eran hombres santos y eruditos de textos religiosos. 
Los guerreros generalmente afirmaban ser descendientes de árabes, y muchos de los zawāyā tenían sus orígenes en los linajes amazig. La mayor parte de la población de bidan estaba formada por vasallos que recibían protección de los guerreros, o zawāyā a quienes pagaban tributo. En el fondo de la jerarquía social había dos clases de artesanos: los herreros y los griots (trovadores-cantantes de alabanza). Las clases de sirvientes se subdividían en esclavos y libertos/haratin, aunque en la economía nómada su autonomía personal estaba severamente limitada.

### Esclavitud
En 1960, Mauritania abolió oficialmente la esclavitud e hizo otra actualización de su ley de esclavitud en 1981. Sin embargo, incluso después de las formalidades, la abolición y las nuevas leyes, la discriminación contra la población haratin sigue siendo generalizada, por lo que a efectos prácticos muchos continúan siendo esclavos; mientras que un gran número vive en otras formas de dependencia informal de sus antiguos amos.
Aunque la Constitución de 1961 prohibiese oficialmente la esclavitud, el orden social y la cultura arraigadas en la tradición mauritana la mantuvieron viva. La administración francesa no logró reemplazar las unidades tribales de la sociedad nómada de Mauritania. En consecuencia, después de la independencia, el poder político se formó alrededor de aquellos que tradicionalmente ejercían la autoridad tribal, lo que sirvió para mantener a muchos mauritanos en esclavitud de bienes muebles.
En 1980, los esclavos y haratin aparentemente ganaron, ya que el gobierno de Mauritania abolió oficialmente la esclavitud por segunda vez bajo el nuevo presidente, Mohamed Kouna.
Amnistía Internacional informó que en 1994 un total de 90.000 personas de la etnia haratin todavía vivían siendo "propiedad" de su amo. El informe indicaba que "la esclavitud en Mauritania predomina en la clase alta tradicional de los “moros". Según los funcionarios mauritanos, las relaciones de amo y siervo son de mutuo acuerdo, algo cuestionado por Naciones Unidas y grupos de defensa de los derechos humanos.
El informe de Amnistía Internacional afirma que “las actitudes sociales han cambiado entre la mayoría de los moros urbanos, pero en las zonas rurales, la antigua división sigue muy viva”. Ha habido muchos intentos de evaluar la extensión real de la esclavitud en la Mauritania moderna, pero en su mayoría se han visto frustrados por la postura oficial del gobierno de Nuakchot de que la práctica se ha eliminado. Amnistía estimó, además, que unos 300.000 esclavos liberados seguían al servicio de sus antiguos amos.
En 1992, Mauritania vio su primera elección presidencial "democrática" ganada gracias al apoyo político comprado, pero muy real, de haratin. En consecuencia, la autoridad de los moros blancos utilizó su fuerza política para prohibir las discusiones sobre la esclavitud y para reprimir los movimientos abolicionistas como El Hor. Aunque la segunda república de Mauritania redactó la Constitución de 1991 para incluir disposiciones destinadas a promover la igualdad social, el diseño real del gobierno se hizo evidente a través de su uso continuo de prácticas opresivas. Llevando a cabo un esquema de censura al estilo del Kremlin, el gobierno declaró el fin del racismo y la esclavitud en Mauritania, ya que deportaron a todos los "negros” y se negaron a reconocer a los "esclavos" que no se habían asimilado con el políticamente cooperativo haratin.
El 27 de abril de 2007, Messaoud Ould Boulkheir fue elegido presidente de la Asamblea Nacional, convirtiéndose en el primer haratin en ocupar el cargo.
Tras las elecciones de marzo de 2007, el nuevo parlamento aprobó rápidamente una nueva legislación que penalizaba la esclavitud en Mauritania. Si bien la nueva ley fue bien recibida por los activistas, se señaló que, al igual que con los intentos anteriores de introducir castigos más severos, dependería de la voluntad de las autoridades de hacer cumplir la ley si se quiere erradicar la práctica. Los activistas haratin ven otras medidas legales como la reforma agraria y la capacidad efectiva de demandar a los antiguos amos como críticas para la emancipación de los esclavos restantes.
El 3 de septiembre de 2007, el Parlamento de Mauritania aprobó la Ley de Esclavitud de 2007 que penaliza la esclavitud, e impone severas penas a los propietarios, y traficantes de esclavos. La aprobación de la Ley de 2007, redactada “de acuerdo con los principios constitucionales”, y destinada a “encarnar la libertad del hombre desde el nacimiento hasta la muerte”, resultó otro falso amanecer para quienes luchan por el fin de la esclavitud. No solo el estatuto estaba mal redactado, sino que las autoridades mauritanas tampoco mostraron interés en iniciar un proceso penal.
Bajo la presión de la sociedad civil y las organizaciones de derechos humanos, en 2015 el gobierno adoptó una ley más fuerte contra la esclavitud derogando y reemplazando la legislación de 2007. Además de declarar la esclavitud "crimen de lesa humanidad", la nueva legislación aumentó las penas por el delito de esclavitud de 5 a 10 años y en la legislación anterior a entre 10 y 20 años. También define con mayor detalle los elementos que constituyen la esclavitud, la cesión de gentte, la servidumbre y la servidumbre por deudas. Establece penas más severas para los funcionarios que no investiguen casos de esclavitud y penas agravadas para los que los cometan. De acuerdo con la principal recomendación de la sociedad civil, la nueva legislación otorga a las organizaciones de derechos humanos la consideración de partido civil.